# Vlkovický mlýn
Vlkovický mlýn v městské části Fulneku Vlkovice v okrese Nový Jičín je zaniklý vodní mlýn, který stál na Kamenném potoce poblíž jeho soutoku s Husím potokem. V letech 1958–1978 byl chráněn jako nemovitá kulturní památka České republiky. Mlýnice je zbořená, na jejím místě vznikla novostavba.

## Historie
Mlýn je zmíněn 23. června 1360, kdy Albertus, biskup ve Zvěříně, pán ve Šternebrku dal rychtáři Jakschovi ve Vlkovicích mimo jiné mlýn o jednom složení. 10. prosince 1575 potvrdil Jan Tomáš ze Zvole a Kolštejna na Odrách Melchiorovi Münsterovi ve Vlkovicích svobodnou držbu statku rychty s mlýnem na jednom složení. Mlýn k rychtě náležel do roku 1784, kdy jej za 666 tolarů koupil Ondřej Fitzke. Poté se majitelé střídali.
K roku 1930 vlastnila mlýn rodina Braunnerů, které byl v roce 1945 konfiskován. Mlýn získal národní správce Štefan Aujezský a ten jej roku 1947 prodal. V letech 1958–1974 mlýn využívalo JZD ke šrotování. V roce 1962 bylo zlikvidováno jeho historické zařízení a instalován elektrický šrotovník.

## Popis
Voda vedla na vodní kolo náhonem. V roce 1930 zde bylo 1 kolo na svrchní vodu (průtok 0,08 m³/s, spád 4 m, výkon 3,1 k (2,29 kW), prům. 4 m.).